# Sandersdorf-Brehna
Sandersdorf-Brehna est une ville de l'arrondissement d'Anhalt-Bitterfeld en Saxe-Anhalt, en Allemagne.

## Quartiers
| - Beyersdorf - Brehna - Carlsfeld - Glebitzsch - Heideloh | - Köckern - Petersroda - Ramsin - Renneritz - Roitzsch | - Sandersdorf - Torna - Zscherndorf |

## Histoire
Sandersdorf-Brehna a été créée le 1er juillet 2009 lors de la fusion des anciennes communes autonomes de Brehna, Glebitzsch, Petersroda, Roitzsch et Sandersdorf.